# Agapetus cralus
Agapetus cralus is een schietmot uit de familie Glossosomatidae. De soort komt voor in het Australaziatisch gebied.